# Frontispice (bog)
 For alternative betydninger, se Frontispice. (Se også artikler, som begynder med Frontispice)
Frontispicen i en bog er en illustration der er placeret over for titelbladet forrest i bogen, ofte med et portræt af forfatteren.
Man har også kaldt titelbladet for frontispicen hvis det var forsynet med en illustration, for eksempel et kobberstik.